# さくら自動車
さくら自動車株式会社（さくらじどうしゃ、英文社名：Sakura Motorcars Co.,Ltd. ）は、茨城県稲敷郡美浦村に本社を置くバス事業者である。貸切バス事業、乗合バス事業、特定バス事業、タクシー事業、旅行業などを営む。コミュニティバスの受託運行や、茨城県立美浦特別支援学校などのスクールバス契約輸送なども行っている。

## 路線

### 受託運行
美浦村のデマンド乗合タクシー、隣接する稲敷市のコミュニティバスを受託運行している。
- 美浦村デマンド乗合タクシー
- 稲敷市コミュニティバス[2]
  - 江戸崎西地区ルート
  - 上君山ルート

## 車両
貸切バスは、三菱ふそう・エアロクィーン、日野・セレガ、いすゞ・ガーラなどを保有しており、車椅子リフト付き車両もある。
特別支援学校スクールバスなどの特定バスは、三菱ふそう・エアロスターなどを使用して契約輸送を行っている。

## タクシー事業
タクシー事業部で一般のタクシー営業も行っている。